# Округ Вебстер (Небраска)
Округ Вебстер (енгл. Webster County) је округ у америчкој савезној држави Небраска.

## Демографија
По попису из 2010. године број становника је 3.812, што је 249 (-6,1%) становника мање него 2000. године.
| Група             | 2000.         | 2010.         |
| Белци             | 3.971 (97,8%) | 3.588 (94,1%) |
| Афроамериканци    | 6 (0,1%)      | 18 (0,5%)     |
| Азијати           | 19 (0,5%)     | 11 (0,3%)     |
| Хиспаноамериканци | 22 (0,5%)     | 133 (3,5%)    |
| Укупно            | 4.061         | 3.812         |